# Lingkuang Aua
Lingkuang Aua is een bestuurslaag in het regentschap West-Pasaman van de provincie West-Sumatra, Indonesië. Lingkuang Aua telt 32.846 inwoners (volkstelling 2010).